# Капитан Изыльметьев (эсминец)
«Капитан Изыльметьев» с 31 декабря 1922 года «Ленин» — эскадренный миноносец типа «Лейтенант Ильин», одна из модификаций эскадренных миноносцев типа «Новик» 1-й балтийской серии.

## История
29 октября 1913 года эсминец «Капитан Изылметьев» был заложен на Путиловской верфи (г. Петербург), назван в честь контр-адмирала Ивана Изыльметьева. В этот день на Путиловской верфи было одновременно заложено 6 единиц эсминцев типа «Лейтенант Ильин» (по названию головного корабля).
В июле 1916 года вступил в строй действующего Балтийского флота.
12 и 16 сентября 1916 года участвовал в постановке минных заграждений в Ирбенском проливе.
18 октября 1916 года в ночь принял на борт около 100 мин и вместе с эсминцами «Новик», «Орфей», «Десна», «Летун» в районе острова Сааремаа (б. Эзель) поставил минное заграждение.
- Позже, в этом районе подорвались на минах несколько германских кораблей.

12 — 19 октября 1917 года участвовал в Моонзундском сражении.
В 1917—1920 годах входил в состав действующего отряда Красного Балтийского флота.
- В мае 1919 года в период первого наступления белогвардейских войск генерала Юденича на Петроград многие изылметьевцы добровольно вступили в матросские отряды и героически обороняли город — «Колыбель революции».
- В октябре 1919 года эсминец совместно с другими кораблями флота артиллерийским огнём прикрывал вторую линию обороны Петрограда в ходе второго наступления Юденича.

Весной 1921 года прошёл капитальный ремонт на Путиловской верфи.
В 1921—1922 годах в ходе учебных кампаний экипаж эсминца добился высоких результатов в боевой и политической подготовке, эсминец признан лучшим кораблём на Балтийском флоте.
31 декабря 1922 года приказом Реввоенсовета Республики за № 2903/369 эсминцу присвоено название «Ленин».
21 января 1924 года эсминец «Ленин» в Кронштадте произвёл траурный салют… После митинга от имени экипажа корабля в адрес Н. К. Крупской была отправлена телеграмма: - Скорбя с Вами о смерти дорогого Владимира Ильича — клянёмся отдать жизнь за его учение. Эсминец «Ленин» -. Телеграмма была отправлена также в ЦК ВКП(б).
20 — 27 июля 1925 года эсминец «Ленин» участвовал в первом в истории Красного флота заграничном учебном походе балтийской эскадры под флагом народного комиссара по военным и морским делам и Председателя Реввоенсовета Республики — М. В. Фрунзе (на линкоре «Марат»). В этом походе экипаж эсминца выполнил все поставленные задачи с оценкой «отлично».
В декабре 1939 года эсминец «Ленин» охранял линейные корабли: «Марат» и «Октябрьская революция», которые вели огонь по финским тяжёлым береговым батареям, расположенным на островах близ Выборга.
Зимой 1939—1940 годов эсминец «Ленин» в сложной ледовой обстановке огнём своей артиллерии поддерживал части Красной Армии, наступающие по побережью Финского залива. Участвовал в проведении десантных операций в Финском заливе.
На начало Великой Отечественной войны находился на капитальном ремонте на заводе «Тосмаре» в Лиепае и 22—24 июня участвовал в ее обороне. В ночь с 24 на 25 июня, несмотря на то, что эсминец имел ход, взорван по приказу командования у причала завода.
Из оставшегося личного состава эсминца «Ленин» был сформирован отряд морской пехоты, который под командованием старшего лейтенанта А. И. Майского и старшего политрука Н. И. Качурина на рассвете того же дня занял восточный рубеж обороны на подступах к городу рядом с курсантским батальоном училища ПВО. Но силы были неравны. Уже на вторые сутки боёв Лиепая была окружена. Очень немногим защитникам города удалось пробиться из вражеского кольца.
В период оккупации был поднят спасателями ВМС Германии, но при попытке буксировки затонул в гавани.
Осенью 1953 года был поднят аварийно-спасательной службой Балтийского флота и разобран на металл.

## Командиры
- Домбровский А. В. (1917);
- Г. Н. Лисаневич (1918);
- Ралль Юрий Федорович (1918—1919)
- Шельтинга Юрий Владимирович (март 1919 — август 1921);
- Шельтинга Юрий Владимирович (июль — сентябрь 1922);
- Ковтунович И. Д. (1925 год);
- Евдокимов (Иванов) Петр Александрович (1925—1927);
- Заяц Николай Филиппович (12.1927-03.1931)
- Белов Михаил Федорович (1931-1936)
- Коссов Владислав Ричардович (03.1936—05.1937)
- капитан-лейтенант Махов Владимир Семенович (на 10.1939)
- капитан-лейтенант Афанасьев Юрий Михайлович (май 1940 -  27 июня 1941)